# Miranda (mjesec)
Miranda (također Uran V) je prirodni satelit Urana. Kruži oko Urana na udaljenosti oko 129 850 km. Približno je kružnog oblika, dimenzija 480 × 468 × 466 km. pa je njen prosječni promjer 472 km. Masa ovog satelita iznosi 6.59 × 1019 kg. Na Mirandi je izmjerena maksimalna temperatura od 86 K (-187 °C).
Otkrio ju je Gerard Kuiper 1948. godine. Voyager 2 (1986.) je za sada jedina letjelica koja je posjetila Mirandu.

## Sastav i reljef
Miranda je građena od stijenja i vodenog leda. Iako najmanji od Uranovih pet velikih satelita, Miranda ima najzanimljiviji reljef. Njena površina je, kao nigdje u Sunčevom sustavu, složena mješavina različitih tipova terena. Jedni do drugih nalaze se doline, litice, pukotine, krateri, terase i kanjoni.
Najupečatljiviji detalj na njenoj površini je svijetli "V-oblik" poznat pod imenom Chevron. Uz Chevron, lako se uočavaju i korone (lat. coronae), sustavi koncentričnih planina i pukotina. Neki kanjoni su duboki i po 20 km, a snimljena je i strma litica visine 5 km.

### Porijeklo reljefnih karakteristika
Prema starijoj teoriji, raznovrsnost Mirandinog reljefa rezultat je višestrukih udara u ranoj povijesti satelita. Prilikom svakog udara, dijelovi Mirandine jezgre i kore bi se izmiješali. Kasnije uzdizanje djelomično otopljenog leda iz unutrašnjosti uzrokovalo je poznati Chevron, dok su korone nastale nabiranjem kore.
Prema novijoj teoriji, na današnji izgled Mirande nisu mnogo utjecali eventualni udari velikih tijela, već tektonske aktivnosti. No što je moglo biti pokretač tektonskih aktivosti? Miranda je premala da bi mogla dugo zadržati energiju dobivenu raspadom radioaktivnih elemenata, što još i danas grije unutrašnjost Zemlje. Vjerojatna pretpostavka su plimne sile kao kod Jupiterove Europe.
Iako Miranda danas nije u rezonanciji s nekim od ostalih satelita (kao što je slučaj s Europom), takva je rezonancija mogla postojati u prošlosti. Rezonancija dvaju satelita je pojava kod koje se sateliti u svom obilaženju oko matičnog planeta susreću (tj. unutarnji prestiže vanjski) uvijek na istom mjestu. Plimne sile uzrokuju stvaranje plimne izbočine - izobličavanje satelita, što stvara trenje. Trenje zagrijava unutrašnjosti i topi led u unutrašnjosti koji se zatim podiže prema površini. Rezonancija osigurava da se satelit uvijek rasteže po istoj osi, pa se efekt s vremenom akumulira.
Zbog mijenjanja putanja satelita, nestalo je rezonancije i Miranda je izgubila izvor energije za tektonske aktivnosti, zbog čega njeno raslojavanje (Planetarna diferencijacija) nije nikada dovršeno.

## Vanjske poveznice
- Astronomska sekcija Fizikalnog društva Split - Miranda  Arhivirana inačica izvorne stranice od 3. studenoga 2004. (Wayback Machine)